# Río Vilcabamba (Río Urubamba)
Der Río Vilcabamba ist ein 55 km langer linker Nebenfluss des Río Urubamba in den Anden in Südzentral-Peru. Er verläuft innerhalb der Provinz La Convención der Region Cusco.

## Flusslauf
Der Río Vilcabamba entspringt an der Nordflanke der Cordillera Vilcabamba auf einer Höhe von etwa 3950 m. Er fließt anfangs 20 km nach Norden, anschließend nach Osten. Auf den ersten Kilometern heißt der Fluss auch Río Chucuito und Río Ccayara. Der Río Vilcabamba passiert den Weiler Ccayara. Bei Flusskilometer 43 liegt die Siedlung Huancacalle, bei Flusskilometer 40 Pucyura sowie bei Flusskilometer 37 die Ortschaft Lucma am Flussufer. Auf einem Hügel oberhalb des rechten Flussufers befindet sich die archäologische Fundstätte Vitcos. Bei Flusskilometer 24 liegt die Ortschaft Oyara am nördlichen Flussufer. Der Río Vilcabamba mündet schließlich 16 km südlich der Provinzhauptstadt Quillabamba auf etwa 1125 m Höhe in den Río Urubamba. Der Fluss durchfließt den Distrikt Vilcabamba. Auf den unteren 23 Kilometern liegt der Distrikt Santa Teresa am südlichen rechten Flussufer. Die Regionalstraße 100 verläuft entlang dem Flusslauf.

## Einzugsgebiet
Das Einzugsgebiet des Río Vilcabamba umfasst eine Fläche von etwa 825 km² und liegt innerhalb der Distrikte Vilcabamba und Santa Teresa. Es grenzt im Südosten an das des Río Sacsara, im Süden an das des Río Apurímac, im Westen an das des Río Cushireni, im Norden an das des Río Cirialo sowie im Nordosten an das des Río Chuyapi. Im Süden des Einzugsgebiets erheben sich die Berge Nevado Choquetacarpo (5512 m) und Nevado Sacsarayoc mit dem Gipfel Pumasillo (5994 m).